# Coenotephria malvaria
Coenotephria malvaria là một loài bướm đêm trong họ Geometridae.